# Скляна фортеця (фільм)
Скляна фортеця (фр. The Glass Fortress) — французький науково-фантастичний короткометражний фільм 2016 року режисера Алана Борре. Фільм знятий на основі роману «Ми» 1921 року російського письменника Євгена Замятіна.

## Сюжет
Події відбуваються через тисячу років після завоювання Єдиною Державою всього світу. Головний герой роману Д-503, від імені якого ведеться розповідь, вважає життя суспільства Єдиної Держави зовсім нормальним, а себе — абсолютно щасливою людиною. Він працює над будівництвом гігантського космічного корабля «Інтеграл», покликаного підкорити жителів сусідніх планет. Але є люди, які незадоволені існуючим положенням справ і бажають вести боротьбу з порядками, установленими в Єдиній Державі. Вони планують змову з метою захоплення космічного корабля, для чого вирішують використати можливості Д-503. У цей час головний герой знайомиться із жінкою, до якої незабаром починає відчувати незвичайні, незнайомі йому почуття. Ці почуття його далекі предки назвали б любов'ю. Його любов — жінка І-330 — не просто «номер», у ній збереглися звичайні людські почуття, природність і індивідуальність. Для Д-503 це почуття настільки нове, несподіване й незнайоме, що він не знає, як далі поводитися у цій ситуації. Разом з улюбленою жінкою він відвідує Древній Будинок, бачить живу природу за Стіною. Все це приводить до того, що Д-503 занедужує найнебезпечнішою хворобою в Єдиній Державі — у нього з'являється душа. У підсумку змову подавлено, І-330 гине в Дзвоні, а головний герой після операції по видаленню фантазії одержує назад загублений спокій і «щастя».

## Ролі
- Алан Борре — Алан Б, оповідач
- П'єр-Антуан Пітер — D-503/Деніел
- Амелі де Шуарте — I-330/Іріс
- Жюльєн Прост — благодійник
- Олександр Борре — прес-секретар
- Аксель Борре — помічник інженер, лікар
- Фанні Шторк — медсестра